# Sven-Erik Nolinge
Karl Sven-Erik Nolinge (né le 4 février 1923 et mort le 19 novembre 1995 à Onsala) est un athlète suédois spécialiste du 400 mètres. 
Son record personnel sur 400 mètres est de 48 s 5 réalisés à Stockholm le 11 août 1946, et de 1 min 52 s 6 sur 800 mètres, réalisés à Södertälje le 4 septembre 1949.

## Biographie

### Palmarès
| Date | Compétition           | Lieu | Résultat | Épreuve   | Performance  |
| ---- | --------------------- | ---- | -------- | --------- | ------------ |
| 1946 | Championnats d'Europe | Oslo | 4e       | 400 m     | 48 s 9       |
| 1946 | Championnats d'Europe | Oslo | 3e       | 4 x 400 m | 3 min 15 s 0 |

### Records
| Épreuve    | Performance  | Lieu       | Date             |
| ---------- | ------------ | ---------- | ---------------- |
| 400 mètres | 48 s 5       | Stockholm  | 11 août 1946     |
| 800 mètres | 1 min 52 s 6 | Södertälje | 4 septembre 1949 |